# Megapachylus
Megapachylus is een geslacht van hooiwagens uit de familie Gonyleptidae.
De wetenschappelijke naam Megapachylus is voor het eerst geldig gepubliceerd door Roewer in 1913. 

## Soorten
Megapachylus omvat de volgende 3 soorten:
- Megapachylus grandis
- Megapachylus mutilatus
- Megapachylus simoni